# 靈魂遠去
《灵魂旅者》是一款建造與經營模擬遊戲。玩家在遊戲中扮演「靈魂渡者」斯黛拉去探索島嶼、收集資源、建造船隻、幫助幽靈並將他們送往來世。
遊戲由Thunder Lotus Games開發並在2020年8月18日發行於PC和部分第八世代遊戲機上，同月在雲端遊戲服務平台Google Stadia上發行。2022年，經由Netflix發行在Android和iOS上。遊戲發行後評價以正面為主，本作在遊戲玩法、動畫、主題等多方面受評論者讚揚，然而部分批評遊戲初發行後有程式錯誤並不時崩潰。

## 內容與玩法
《靈魂遠去》中玩家扮演接替卡戎（遊戲內譯名為凱倫）成為新任「靈魂渡者」的斯黛拉（多人模式下，第二玩家則為斯黛拉的寵物貓达芙迪尔），駕駛船隻在一座座島嶼和海洋中穿梭，途中會遇到不同性格特色、化身為各個動植物的靈魂。在談話間，靈魂們會分享自己的故事，例如他們的生活又或犯過的錯等等，也會希望玩家幫忙完成需求。玩家使用地圖設定目的島嶼，船隻便會自動前往。不同島嶼所能採集的材料資源也不盡相同，某些島上會有特殊角色，如有商人出售種子。材料收集完後，可在船隻上建造設施或製作食物來滿足靈魂的需求，提高他們的好感度。在了結心願後，靈魂會要求斯黛拉將他們送進「永恆之門」，前往來世。而在進入「永恆之門」前，靈魂會贈予斯黛拉「歐寶」，玩家可使用「歐寶」來解鎖技能，例如二段跳、衝刺等。送走某些角色（葛文、小夏、古斯塔夫）時，斯黛拉會進入另一個世界遇到哈帝斯，他會以一張張的圖片逐漸向斯黛拉透露她的記憶。
遊戲故事結尾以免費DLC形式加入，當斯黛拉將所有靈魂送進「永恆之門」後，在船長室附近會繁生綠草開出花朵，蝴蝶被花朵吸引時便會化為斯黛拉妹妹的靈魂——莉莉。她會引領斯黛拉回顧自己的一生，帶出斯黛拉的故事。事實上，哈帝斯所展示給斯黛拉的圖片都是她的經歷，而她所遇到的各個動植物靈魂都是生前結識的親朋。例如第一位上船的鹿靈魂葛文是斯黛拉在法國生活所結識的，貓頭鷹靈魂古斯塔夫為斯黛拉在日本生活時認識的。更大部分的，都是斯黛拉在父親離世后，成為善終服務員所照顧的病人，小夏則為其中之一。整個「靈魂渡者」的世界都是斯黛拉患癌躺在病房瀕臨死亡的幻想。最後以斯黛拉和达芙迪尔通過永恆之門，變成天上的星座收結。

## 開發
《靈魂遠去》為Thunder Lotus Games開發的第三作。工作室在創立之初便有製作本作的想法，團隊與投資基金Kowloon Nights簽約合作，取得遊戲開發資金，同時仍可以以工作室名義發行。創意總監尼古拉斯·蓋蘭（Nicolas Guérin）指團隊希望開發一款類似于《星露谷物语》、動物森友會系列的模擬類遊戲。遊戲和Thunder Lotus前兩作相同，繼續以「死亡」作為主題；但不同在前兩作都為動作遊戲，主角手持武器面對重重敵人，而《靈魂遠去》則以非暴力、慢節奏的方式去探討「死亡」。蓋蘭認為電子遊戲是藝術，而藝術來自自身。在花費一個月去研究記錄社區的臨終關懷設施和探訪臨終者後，他認為不僅僅要寫更多軼事，還要加入一些自己的經歷。因此遊戲中各個靈魂的故事遭遇原型，大多來自團隊成員的朋友或親戚。如刺蝟靈魂愛麗絲的原型為團隊其中一位畫家已過世的祖母。
遊戲的藝術風格受吉卜力工作室的動畫電影所影響，以手繪的方式製作。遊戲的誕生更是受到吉卜力的《千與千尋》中，千尋和無臉男一起乘搭火車這一幕的啟發。因而，《靈魂遠去》原先的場景設定是在火車上，而非船隻。但對於最後改在船上，蓋蘭解釋道，他是薩爾達傳說系列的粉絲，而他認為整個系列中最不受歡迎的便是設定在火車上的《靈魂軌跡》，相反《靈魂軌跡》前作、場景設定在船上的《夢幻沙漏》更吸引。此外，負責將靈魂運過冥河斯堤克斯的希臘神話人物卡戎也是遊戲靈感之一，團隊將斯黛拉定為卡戎的繼任人，以運送靈魂為遊戲的主綫。
遊戲的音樂由Max LL所譜。相較於電影配樂，他指在《靈魂遠去》這類電子遊戲中，他更常使用強烈的主題和旋律譜曲，藉此渲染悲傷的氣氛。

## 發行
2019年電子娛樂展上，開發商Thunder Lotus Games首度公開遊戲片段。翌年8月發佈宣傳影片，並於18日在Microsoft Windows、Linux、macOS、任天堂Switch、PlayStation 4、Xbox One上發行。21日再在Google Stadia上發行。在發行後，開發團隊繼續發佈免費DLC更新，加入新角色和故事。直至2021年12月13日，開發團隊發佈最後更新並將遊戲重定名為《靈魂遠去：告別版》。2022年10月，遊戲由Netflix發行在手機平台Android和iOS上。

## 評價與影響

### 媒體評價
| 汇总媒体             | 得分                              |
| -------------------- | --------------------------------- |
| Metacritic           | PC：84/100 PS4：83/100 NS：84/100 |
| OpenCritic（推荐率） | 92%                               |

| 媒体          | 得分   |
| ------------- | ------ |
| 4Players      | 39%    |
| HardcoreGamer | 4.5/5  |
| IGN           | 9/10   |
| Nintendo Life | [ 22 ] |
| PC Gamer美国  | 85/100 |
| USGamer       | 4/5    |
| 游民星空      | 8.8/10 |
| 游戏时光      | 8.5/10 |
| iMore         | [ 27 ] |
| Siliconera    | 10/10  |

評論匯總網站Metacritic分別基於33和23條評論給予PC版和任天堂Switch版的《靈魂遠去》84/100的評分，而遊戲在PlayStation 4則得83/100分，都以正面為主；在評論匯總網站OpenCritic匯總的74篇評論中，正面評價佔92%評價。遊戲評論者讚揚本作遊戲玩法、角色、畫面、故事、主題等多方面，然而遊戲初發行後有程式錯誤和崩潰受到部分評論者批評。
Siliconera的珍妮·拉達（Jenni Lada）為遊戲打出滿分，她指出遊玩《靈魂遠去》時“感覺就像在看吉卜力工作室的電影般”，動畫清晰流暢，故事發展恰到好處、能夠引起玩家情感共鳴。IGN的湯姆·馬克斯（Tom Marks）稱《靈魂遠去》是他2020年最鍾情的遊戲，並授予編輯選擇獎。他指遊戲玩法獨樹一幟，不用如《星露谷物语》或動物森友會系列般強行追求效率，而是當需要某種材料時再去製作，這慢節奏使遊戲變得有趣；他稱讚各個角色有不同性格特色，認為角色塑造非常出色。《Hardcore Gamer》的（Kyle LeClair）、Nintendo Life的史都華·吉普（Stuart Gipp）和USGamer的艾瑞克·范艾倫（Eric Van Allen）都認為遊戲難以忘記、令人回味。勒克萊爾認為故事引人入勝，為工作室至今所創造的最佳遊戲。吉普指遊戲手繪風格精美，種種元素融合得很好。范艾倫則稱遊戲文筆溫暖，苦樂參半的故事令他樂意玩第二回。
多位評論者都欣賞遊戲的主題。當中，《PC Gamer》的（Rachel Watts）認為工作室能傳達出「『死亡』不僅僅是一個人的離開，而更是對逝者的感受和記憶」這一概念，他亦稱讚遊戲能巧妙地處理主題。遊戲時光編輯箱子表示遊戲雖然以“死亡”作主題，但沒有黑暗、深刻、殘酷的氣氛，而是「絢麗且溫情的」。遊民星空編輯Mega杰尼龟認為雖然有很多探討「死亡」的遊戲，但該作是為數不多「能夠把這個嚴肅沉重的話題通過如此溫暖感人的方式展現出來的」。
《靈魂遠去》雖然獲得了普遍好評，但某些評論者對遊戲仍有批評。Mega杰尼龟指遊戲支線大多劇情單薄，獎勵甚少且耗時，難給玩家繼續遊玩的動力；同時，對於雙人模式，他表示會受同屏的限制，使兩人活動空間限制在一個熒幕內，缺乏相對於單人模式的獨特之處。除此之外，4Players的馬替厄斯·許密特（Matthias Schmid）和iMore的內丁·多妮登（Nadine Dornieden）都批評遊戲會不時崩潰。許密特給予39%的評分，指斥遊戲在發行四星期後，仍有不少程式錯誤，如輕則不能使用技能，嚴重的會令建築無法使用導致遊戲無法繼續。

### 銷量
2021年4月20日，遊戲全球銷量達50萬份。同年12月14日，遊戲銷量達100萬份。

### 獎項
2020年，《靈魂遠去》被IGN評為「最佳解謎或冒險遊戲」。另獲第17屆英國遊戲學院獎「最佳動畫」、「超越娛樂」、「最佳原創」三項提名；獲2020年游戏大奖「最佳獨立遊戲」和「最具影響力遊戲」兩項提名；獲第24屆D.I.C.E.大獎「傑出動畫」、第55屆星云奖「最佳遊戲劇本」、第79屆雨果奖「最佳電子遊戲」提名。

## 外部連結
- 官方网站  （英文）